# Arachnothryx heteranthera
Arachnothryx heteranthera là một loài thực vật có hoa trong họ Thiến thảo. Loài này được (Brandegee) Borhidi mô tả khoa học đầu tiên năm 1982.